# Äppelkriget
Äppelkriget è un film del 1971 diretto da Tage Danielsson.

## Trama
Jean Wolkswagner è un ricco uomo d'affari tedesco che arriva in Svezia con l'intenzione di costruire Deutschneyland, un gigantesco parco giochi dedicato ai turisti suoi connazionali. Le autorità del paese sono favorevoli per l'economia della zona, ma l'abbattimento dei boschi per la sua costruzione trova contrari la famiglia Lindberg, che si oppone utilizzando la magia in loro possesso.

## Riconoscimenti
Guldbagge - 1972
Miglior film
Miglior regista a Tage Danielsson
Miglior attrice a Monica Zetterlund